# XXVI съезд КПСС (алмаз)
XXVI съезд КПСС (Двадцать шестой съезд КПСС) — уникальный алмаз ювелирного качества в 342,57 карата (более 68 г), найденный в кимберлитовой трубке «Мир» в 1980 году. Наименование алмазу присвоено 14 января 1981 года в честь предстоящего XXVI съезда КПСС, состоявшегося в Москве в период с 23 февраля по 3 марта 1981 года. Хранится в Алмазном фонде Московского Кремля.
Крупнейший алмаз, добытый в России. В мире по величине занимает 25 место среди алмазов.

## Описание
Алмаз добыт на руднике кимберлитовой трубки «Мир» Мирнинского ГОКа треста «Якуталмаз» и извлечён из руды на обогатительной фабрике № 3 23 декабря 1980 г. сменой мастера Попова Т. Н.
Размеры кристалла 48,0×36,0×25,0 мм. Морфологически алмаз представлен кристаллом комбинационной формы с развитием граней октаэдра и ромбододекаэдра. Грани ступенчато-пластинчатого строения.
Алмаз прозрачный с лимонно-жёлтым оттенком. В периферической зоне кристалла присутствует несколько включений чёрного цвета.
Отсутствует ¼ часть кристалла вследствие природного дробления. Очевидно, является обломком более крупного алмаза.